# Uropoda liffreana
Uropoda liffreana es una especie de arácnido del orden Mesostigmata de la familia Uropodidae.

## Distribución geográfica
Se encuentra en Francia.